# Planologia
La planologia è la disciplina che studia la pianificazione strategica delle risorse infrastrutturali sulla base dell'analisi sociologica. Si tratta di una disciplina trasversale (che incrocia la pianificazione territoriale, la sociologia, l'economia) e che ha come oggetto l'applicazione metodologica di modelli di progettazione integrata attraverso la ricerca sulle cause e le previsioni dei risultati.

## Definizione
Per mezzo della planologia «si organizzano le risorse territoriali affinché la vita sociale possa manifestarsi in base a favorevoli condizioni spaziali». Tale disciplina affonda le radici negli approcci organicisti di Charles Darwin (1809-1882), Herbert Spencer (1820-1903) e Alvin Gouldner (1920-1980) secondo i quali «l'analisi dei sistemi si adatta bene alla ricerca dello Stato del benessere».
Le determinanti di questa attività, infatti, sono il raggiungimento dello scopo associato agli interessi individuali e la soddisfazione sottesa, invece, a istanze culturali e a bisogni biologici. Tale armonia di elementi, dunque, ha consentito che la base di partecipazione ai piani sociali si ampliasse sempre di più, inizialmente monopolizzata dallo Stato totalitario, fino a raccogliere, ai nostri giorni, un'ampia gamma di stakeholders (fattori d'interesse).
La planologia si compone di due elementi (metodologia ed organizzazione) che intervengono su tre livelli di analisi: pianificazione che è l'arte di costruire un piano seguendo metodi e processi ben definiti, programmazione che implica la compartecipazione del pubblico col privato, progettazione intesa come partnership democratica (interazione di una pluralità di attori, anche solo privati).
Sebbene allo stato attuale in Italia non sia ancora riconosciuto legalmente il mestiere di planologo, si tratta di una materia che compete ad un certo tipo di professionisti che operano in uno o più settori quali l'economia, il servizio sociale, l'architettura, la sociologia, il diritto, ecc. La planologia si specializza in ciascuna di queste ma in realtà le comprende tutte, ecco perché in letteratura si riscontra spesso il termine sotteso all'interdisciplinarità per non confonderla con la multi-disciplinarità che rimanda a una serie di attività distinte, mentre la planologia abbraccia una visione più ampia. Laddove si confrontano solo attori istituzionali, il piano si limita a livello prettamente normativo, al contrario la progettazione con la compartecipazione degli stakeholders si avvicina a un modello strategico in quanto le decisioni sono il frutto di una consultazione democratica integrale.

## Storia
La pianificazione sociale non nasce dal libero mercato, sebbene pregevoli esempi se ne possano trovare nella storia di alcuni paesi di tradizione liberista, come l'Inghilterra e gli Stati Uniti d'America, dove furono approvati rispettivamente il piano Beveridge, che introdusse un nuovo sistema sanitario misto e il piano Marshall, che servì alla ricostruzione dell'Europa dopo la barbarie nazista.
L'attenzione sulla pianificazione si è sviluppata in Italia a partire dagli anni quaranta (legge urbanistica) ed è in questa luce che nasce la programmazione intesa come processo dove lo Stato definisce obiettivi e risorse, demandando agli enti pubblici e privati la realizzazione autonoma e/o progettuale. Con la codificazione costituzionale della pianificazione (art. 41) emerge la necessità di una stabilizzazione nel tempo. La planologia, quindi, rimanda all'attuazione di un ciclo costante nel tempo pena la perdita delle proprie prerogative.
Nel corso degli anni settanta la planologia perde il proprio carattere universale per diventare speciale cioè rivolta a particolari strati della popolazione che subiscono le conseguenze della recessione che colpisce soprattutto gli agglomerati urbani laddove si assiste alle drammatiche conseguenze della recessione e alla chiusura delle fabbriche.
Un contributo significativo in tal senso fu la promulgazione da parte della Repubblica Federale Tedesca della Legge federale sull'assistenza sociale che permetteva alle amministrazioni locali di realizzare piani propri urbanistici rispondenti a istanze culturali e sociali. Si pensi alla dismissione delle fabbriche laddove lo scopo del piano non era solo quello di rinnovare l'area edilizia ma anche di riqualificarla, ovvero risanarla, destinando gli spazi alla collettività e mutandone la destinazione d'uso.
In Italia si assisteva a un ritardo notevole dovuto all'eccessiva tensione in ambito politico a causa, in parte, di un passato burrascoso, quando gli italiani si combattevano fra loro, non del tutto superato. Questa esasperazione indusse i centri sociali a prendere strade proprie, non sempre in perfetta integrazione col territorio e, d'altra parte, gli enti pubblici insistettero nel preservare certe logiche assistenzialistiche e clientelari, solo parzialmente toccate dal quel processo di de-istituzionalizzazione avviatosi verso la fine degli anni settanta.

## Campi applicativi dell'analisi planologica
La planologia, in quanto disciplina trasversale, abbraccia più campi d'applicazione che includono vari subsettori dell'economia, dell'urbanistica e dell'amministrazione pubblica.

### Economia e salute pubblica
Sebbene nelle moderne società assistenziali il finanziamento del sistema sanitario provenga in maggior parte dalle imposte che versano i cittadini, circa la metà è assorbita dal mercato sanitario. Nei paesi anglosassoni, invece, il finanziamento è quasi sempre garantito da istituti di credito privati che agiscono tramite sistemi assicurativi che sopravvivono in ambienti di monopolio. Il capitale sociale ha effetto sulla planologia (e quindi sul rapporto infrastrutture-benefici sociali) innanzitutto attraverso le relazioni inter-professionali stabilite con diversi progetti di apprendimento organizzativo che creano conoscenza pratica, sia tacita che esplicita. In seconda analisi, grazie alla maggiore rete di comunicazione, che instaura relazioni di fiducia tra la cittadinanza e gli attori sociali.

### Pubblica istruzione e devianza
La riforma scolastica paventata negli anni sessanta ha favorito l'insorgere del movimento di contestazione giovanile. Il Piano Gui (dal nome del ministro dell'istruzione all'epoca) ovvero le Linee direttive del piano pluriennale di sviluppo della scuola, infatti, recepiva le proposte della Commissione di indagine sullo stato e sviluppo della pubblica istruzione in Italia istituita nel 1962 da cui è scaturito il celebre D.L. 04.05.65 n. 2314. Seguirono altre proposte di legge che però furono abbandonate per scadenza legislatura. Il movimento studentesco già manifestava i primi sintomi di disagio nelle lotte contro il D.L. 2314/65 definito come «uno degli istituti produttivi dell'attuale sistema sociale inteso come sistema mercantile».

### Integrazione socio-sanitaria e politica
Negli anni novanta in Trentino-Alto Adige le proposte per un piano d'integrazione socio-sanitaria furono avanzate dai comitati di sindaci di distretto e non dalle conferenze permanenti dei sindaci come avrebbe dovuto essere. In base all'analisi planologica si evince la presenza di una supremazia del ruolo della Provincia rispetto all'autonomia degli enti locali, intesa come partecipazione della cittadinanza, che almeno sul versante della integrazione socio-sanitaria stenta ancora a decollare. Questa egemonia del ruolo politico ha influenzato negativamente la produzione di un piano socio-sanitario integrato. Molti obiettivi sono stati raggiunti tramite la legislazione ordinaria provinciale, per es. l'allocazione di sei posti letto per mille abitanti entro il 1999, ma ben poco resta dell'integrazione che rimane di tipo sussidiaria. Il vero limite alla planologia, tuttavia, non è la variabilità di modelli né di attori sociali, quanto la loro integrazione.

### Capitale sociale e qualità della vita

#### Il caso di Napoli
A Napoli la quota di persone fornite di istruzione superiore è indubbiamente aumentata nell'ultimo ventennio. L'area urbana che si pone nettamente al di sopra della media è rappresentata dai quartieri del Vomero, Chiaia e Posillipo dove più della metà della popolazione ha un'istruzione superiore. Negli altri quartieri del centro storico e nelle periferie i medesimi livelli di istruzione sono infimi o si accompagnano ad una maggiore concentrazione di semianalfabetismo. In queste aree, quindi, è più elevata la percentuale di inadempienza scolastica. In particolare il monitoraggio del progetto "Sostegno Precoce alla Genitorialità", realizzato nel quinquennio 1994-1999, ha evidenziato una bassa percentuale di madri con livello d'istruzione inferiore alla licenza elementare. L'analisi permette di porre in luce una condizione di disagio che si riflette inevitabilmente sulla salute dei bambini e su cui è urgente intervenire.

## Ulteriori sviluppi della planologia
Il graduale ritiro dell'ente pubblico dalla vita sociale, civile ed economica ha permesso di costruire un sistema di concertazione con il privato, sul quale la planologia è intervenuta sul piano dell'analisi scientifica. Al fine di rispettare al meglio tali requisiti, molti enti no profit ed imprese sociali si sono dotati recentemente di appositi strumenti di pianificazione strategica: piani pluriennali e bilanci di previsione.
I primi sono vincolati alle cariche sociali e vertono su fini organizzativi, mentre gli altri sono sottesi al rischio economico e vertono sulla soddisfazione della domanda di servizi. In tal caso gli indicatori di risultato dipendono dagli stakeholders e le variabili dipendenti della progettazione e della pianificazione coinvolgono la domanda sociale della popolazione e, paradossalmente, non servono ad aumentare la soddisfazione dei partecipanti né a rispondere ai loro bisogni in quanto molti di questi rimangono necessariamente ignoti agli stessi.
La pianificazione, dunque, potrebbe essere vista come una fonte di preservazione per la cornice entro la quale funziona il sistema, mentre la progettazione, che corrisponde ad una sintesi tra pianificazione e programmazione, ne rappresenta il mutamento laddove gli attori (cittadini, utenti ed enti locali) stabiliscono da sé i piani per la propria attività di concerto con gli interessi pubblici.
La planologia non soddisfa, come si è visto, i bisogni né le attese di tutti gli stakeholders ma solo una porzione di essi: tuttavia l'analisi planologica rappresenta uno strumento che se applicato diffusamente è in grado di stimolare trasformazioni culturali tese a sensibilizzare la coscienza sociale verso forme di aiuto solidale e, soprattutto, orientata a prevedere i conflitti che possono derivare in seguito ad un uso indiscriminato della concorrenza.

### Fonti normative
In Italia
- L. 17.08.1942 n. 1150 Legge urbanistica
- Costituzione della Repubblica Art. 41 co. III Programmi e controlli per l'attività economica.
- L. 27.07.1967 n. 685 Approvazione del programma economico nazionale per il quinquennio 1966-70
- L. 22.07.1975 n. 382 Piano di decentramento regionale
- L. 05.08.1978, n. 457 Piano casa
- L. 23.12.1978 n. 833 Piano Sanitario Nazionale
- L. 08.08.1985 n. 431 Legge Galasso
- L. 28.12.1995 n. 549 Misure di razionalizzazione e programmazione della finanza pubblica
- L. 08.11.2000 n. 328 Legge quadro per la realizzazione del sistema integrato di interventi e servizi sociali
- DPR 02.07.2003 n. 254 Piano nazionale di azione e di interventi per la tutela dei diritti e lo sviluppo dei soggetti in età evolutiva
- Convenzione 29.12.2005 Ministero del Lavoro-Sviluppo Italia SPA Progetto fertilità
- DPCM 21.01.2009 Piano di azione E-government 2012
- Delibera Cipe 30.07.2010 Piano Sud